# Franz Xaver von Predl

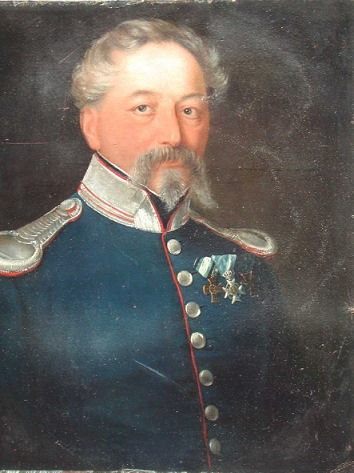
Franz Xaver von Predl; Porträt der Schwester Katharina von Predl (um 1835)

Franz Xaver von Predl (* 1795 in Teisbach bei Dingolfing; † 10. Februar 1866 in Donauwörth) war ein bayerischer Offizier; er verfasste ein Erlebnisbuch über die bayerische Griechenlandexpedition 1832/35.

## Biografie
Er wurde auf Schloss Theisbach geboren, als Sohn des bayerischen Landpflegers und Landrichters Ignatz von Predl (1759–1806) und seiner Ehefrau Veronika von Kärner. Der Vater und seine Vorfahren stammten aus Plattling; er war neben seinem Beruf auch als Zeichner und Kupferstecher tätig.
1809/10 besuchte Predl das Kadettenkorps und trat in die Bayerische Armee ein. In der Schlacht bei Hanau erlitt er 1813 eine schwere Verwundung, die seine aktive Dienstfähigkeit mit zunehmendem Alter einschränkte. Im 12. Infanterie-Regiment „König Otto von Griechenland“ nahm Predl 1832 bis 1835 an der Griechenland-Expedition teil, worüber er ein Erinnerungsbuch publizierte. Als Major versetzte man ihn durch Armee-Befehl vom 9. Oktober 1849 auf die Stelle als Platzstabsoffizier der Garnison Germersheim. Predl wurde somit der zweitwichtigste Offizier nach dem Festungskommandanten. In dieser Stellung verblieb er bis 1859, als er mit Armee-Befehl vom 28. April zum Direktor der Armee-Veteranen-Anstalt und zum Platzkommandanten von Donauwörth ernannt wurde. Es war dies eine eigene Militärdienststelle in der alle für den normalen Dienst krankheitshalber nicht mehr tauglichen bayerischen Soldaten Aufnahme fanden und betreut wurden, sofern sie verheiratet waren, ihren Lebensunterhalt aber nicht anders bestreiten konnten.
Predl starb als Oberst in Donauwörth am 10. Februar 1866, nach Empfang der katholischen Sterbesakramente. Er war verheiratet mit Betzi von Dehler, die Ehe blieb kinderlos.
Seine ältere Schwester Katharina von Predl (1790–1871), eine Malerin und persönliche Bekannte von König Ludwig I., lebte hauptsächlich in Italien und ist auf dem Campo Santo Teutonico in Rom bestattet. Sie porträtierte auch Franz Xaver von Predl. Er und seine Frau wollten in Germersheim, als kinderloses Ehepaar, gerne die Tochter der Malerschwester zu sich nehmen. Sie hieß Mathilde Grassis und trat jedoch als Ordensschwester in die Gesellschaft vom Heiligen Herzen Jesu (Sacré-Cœur), im Kloster Santa Trinità dei Monti in Rom ein.
Predl war Ritter I. Klasse des Verdienstordens vom Hl. Michael, Ritter I. Klasse des Großherzoglich Hessischen Ludwigsordens und Ritter des griechischen Erlöser-Ordens. Er trug überdies das Militärdenkzeichen für 1813/1815, das Denkzeichen für das Bayerische Hilfskorps und das Kreuz des Ludwigsordens.
In seiner, sich um die bayerische Griechenlandexpedition rankenden Erzählung Die Jachenauer in Griechenland benannte der Heimatschriftsteller Maximilian Schmidt das Erinnerungsbuch Predls 1888 als eine seiner historischen Quellen.

## Veröffentlichungen
- Erinnerungen aus Griechenland in den Jahren 1833–34 & 35. Würzburg 1836 (Digitalisat)